# Hur és Bijábának megye

Iszfahán tartomány megyéinek elhelyezkedése

Hur és Bijábának megye (perzsául: شهرستان خور و بیابانک) Irán Iszfahán tartományának legkeletebbi megyéje az ország középső részén. Északon Szemnán tartomány, keleten Dél-Horászán tartomány Tabasz megyéje, délen Jazd tartomány Ardakán megyéje, nyugaton Nádzsin megye határolják. Székhelye a 6 000 fős Hur városa. Második legnagyobb városa a közel 4 000 fős lakossággal rendelkező Dzsandak. Ez a megye Irán legkisebb lakónépességű megyéje, a Perzsa-öböl területén található szigeteket leszámítva.
A megye lakossága 17 488 fő. A megye egyetlen kerületet tartalmaz: Központi kerület.

## Fordítás
- Ez a szócikk részben vagy egészben  a   Khur and Biabanak County című angol Wikipédia-szócikk ezen változatának fordításán alapul.  Az eredeti cikk szerkesztőit annak laptörténete sorolja fel. Ez a jelzés csupán a megfogalmazás eredetét és a szerzői jogokat jelzi, nem szolgál a cikkben szereplő információk forrásmegjelöléseként.